# Раутиан, Александр Сергеевич
Алекса́ндр Сергеевич Раутиа́н (род. 22 марта 1949) — российский биолог, палеонтолог, популяризатор науки. Лауреат премии Раусинга (1997).

## Биография
Отец Сергей Глебович Раутиан, мать — Ия Николаевна Нюберг (1926 г.р.), младшие сестры Мария и Галина — биологи. Жена — Клавдия Павловна Глазунова, ботаник.
Ещё в школьные годы А. Раутиан начал увлекаться биологией и посещал кружок — Клуб юных биологов юношеской секции при Всероссийском обществе охраны природы (ВООП), под руководством Петра Петровича Смолина, школу которого прошли многие крупные биологи нашей страны. Там он познакомился со своей будущей женой.
В 1969—1971 годах семья Раутианов переехала в Новосибирск. В Новосибирске Раутиан работал в лаборатории Раисы Львовны Берг.
Работал в Дарвиновском музее в период с 1968 до 1979 года.
В Палеонтологическом институте РАН с 1979 года.

## Научная деятельность
В соавторстве с Владимиром Жерихиным выдвинул теорию эволюции сообществ.
Совместно с Николаем Каландадзе выдвинул гипотезу эндогенного развития биоценотических систем. Они же на основании анализа распространения млекопитающих предположили наличие биогеографических контактов между Северной и Южной Америкой в начале мелового периода.

### Таксоны, описанные А. С. Раутианом
- Parvicursor Karhu & Rautian, 1996[6]
- Parvicursor remotus Karhu & Rautian, 1996[6]
- Praeornithiformes Rautian, 1978[7]
- Praeornis Rautian, 1978[8]
- Praeornis sharovi Rautian, 1978[8]

### Таксоны, названные в честь Раутиана
В честь А. Раутиана были названы: новый род Раутиания (лат. Rautiania) семейства вейгельтизавридов, вид R. Alexandri, новый вид поденок Epeorus rautiani

## Публикации
Автор более 150 научных публикаций в том числе монографий по палеонтологии, теории эволюции, биоразнообразию и другим направлениям эволюционной биологии, а также учебников для средней школы.

### Монографии
- Раутиан А. С. Современная палеонтология, т. 2. М.: Недра, 1988.
- Ивахненко М. Ф., Голубев В. К., Губин Ю. М., Каландадзе Н. Н., Новиков И. В., Сенников А. Г., Раутиан А. С. Пермские и триасовые тетраподы Восточной Европы. // Тр. ПИН РАН (т.268). М.: Геос, 1998. 216 с.,
- Арманд А. Д., Люри Д. И., Жерихин В. В., Раутиан А. С., Кайданова О. В., Козлова Е. В., Стрелецкий В. Н., Буданов В. Г. Анатомия кризисов. М.: Наука, 1999. 238 с.

### Учебники
- Вахрушев А. А., Бурский О. В., Раутиан А. С. Мир и человек. Мир глазами человека. 1 класс. 2006.
- Вахрушев А. А., Бурский О. В., Раутиан А. С. Окружающий мир. Я и мир вокруг. 1 класс: учебник : в 2 ч. 3-е изд., — Москва : Баласс, 2011.
- Вахрушев А. А., Бурский О. В., Раутиан А. С. Мир и человек. Земля. Части света. кн. для учителя. 2 класс — 4-е изд., стер. Москва, Дрофа, 2005. ISBN 5-7107-9471-6
- А. А. Вахрушев, С. М. Алтухов, А. С. Раутиан. Окружающий мир. Мир и человек. Живые обитатели планеты. 3 класс: учебник в 2 ч. 9-е изд., Москва : Дрофа, 2009.
- С. Н. Ловягин, А. А. Вахрушев, А. С. Раутиан. Биология. 5-й класс: учебник : обо всём живом. Москва : Баласс, 2012. — 175 с.
- С. Н. Ловягин, А. А. Вахрушев, А. С. Раутиан. Биология. 6 класс : о тех, кто растет, но не бегает. Изд. 2-е, испр. — Москва : Баласс, 2007. — 207 с.
- Вахрушев А. А., Бурский О. В., Раутиан А. С. Биология. От амёбы до человека. 7 класс учебник / Москва, 2012. Сер. Образовательная система «Школа 2100»
- Вахрушев А. А., Бурский О. В., Раутиан А. С. Биология. учебное пособие Москва, Баласс, 2010. 318 с. ISBN 978-5-85939-667-2

### Статьи
- Раутиан А. С. О природе генотипа и наследственности // Журн. общ. биол. 1993. Т. 54, N 2. С. 132—149.
- Вахрушев А. А., Раутиан А. С. Исторический подход к экологии сообществ // Журнал общей биологии. 1993. Т. 54. № 5. С. 532—555
- Глазунова К. П., Раутиан А. С., Пуреховский А. Ж. О причинах вырождения пойменных дубрав в среднем течении Вятки // Совещание «Леса Русской равнины». Тез. докл. 16-18 ноября 1993 г. М.: Изд. ИНИОН РАН. 1993. С. 167—170.
- Раутиан А. С. Пищевая ниша тасманийского дьявола (Sarcophilus harrisii) // VI съезд Териологического общества. Тез. докл. Москва, 13-16 апреля 1999 г. М. Изд. Териол. об-во. 1999. С. 212.
- Агаджанян А. К., Каландадзе Н. Н., Раутиан А. С. Радиация отрядов млекопитающих: новый взгляд // Палеонтологический журнал. 2000. № 6. С. 69-73
- Раутиан А. С. Букет законов эволюции // Эволюция биосферы и биоразнообразия. К 70-летию А. Ю. Розанова. М.: КМК, 2006. С. 20-38.
- Раутиан А. С. Апология сравнительного метода: о природе типологического знания. 2012.
- Раутиан А. С. Апология сравнительного метода: первые 9 уроков общенаучной типологии.